# 巴黎和平協約
巴黎和平协议（英語：Paris Peace Accords，越南语：／）是越南共和国（南越）、美国、越南民主共和国（北越）及“越南南方民族解放阵线”（又称越共）于1973年1月27日在巴黎签订的一个和平协议。

## 巴黎和平谈判史
巴黎协定的谈判于1968年5月13日开始，于1973年1月27日结束，但不可不提到这一历史性谈判前所发生的一切问题。
1964年8月美军发动东京湾事件。1965年2月，美军开始地毯式轰炸北越的城市乡村。1965年3月大量美军地面部队进入越南南方作战，高峰时达到55万兵力，开始全面介入的“局部战争”。美方在外交上出击，发表了《越南问题从何而来》白皮书，归咎于越南民主共和国，并宣布美军愿意在“北越停止对南越的侵略战争”的情况下全部撤离。在此背景下，1965年12月召开越党三届十二中全会指出：“我们要坚持战略决心，采用政治斗争与外交斗争相结合的策略并将其与军事攻击配合，主动攻击敌人”。越共发动了1965-1966年旱季攻势。1967年1月召开越党三届十三中全会决议“南北推进战斗，提出外交斗争主张”，造成边打边谈的局面，迫使美方降级战争，提出了策略性口号：“只有美国无条件停止轰炸等针对越南民主共和国的轰炸活动，越南才会同美方谈判”。越共继1966-1967年旱季攻势后，为了使出决定性的一击，越党中央于1968年1月通过决议：“情况让我们将南方革命战争转入进攻与崛起新时期，旨在争取决定性胜利。”在南方4大城市、44个市县以及数百个乡镇进行了春节总攻势与总起义，震动了美国国内舆论，挫败了美国以军事手段在越南战争中取胜的信念，迫使林登·约翰逊总统宣布自1968年3月31日起“部分停炸”北越（非军事区除外），并于1968年5月13日坐到巴黎谈判桌前开始了巴黎和平谈判。
1969年初，尼克松上台后提出了“尼克松主义”，采取越南战争越南化政策，改善与苏联、中国的关系，企图孤立越南抗美救国战争，制造谈判桌上的优势。越共中央政治局确定主要任务为“让敌军降级战争，迫使美国单方面撤离一部分兵力”。在谈判过程中，美方一再要求“双方一同撤军”，但越方坚决不接受，美方只好于1971年11月10日放弃这一要求。
“边打边谈”斗争三年，越军发动了1969-1970年和1970-1971年旱季攻势取胜；1971年美军单方面撤军将近40万。1972年春夏战略进攻出乎美军预料，完全解放了广治省、昆嵩北部以及东南部平原的禄宁镇，为1972年7月巴黎谈判进入新阶段创造了条件。尼克松政府出动B52战略轰炸机对河内、海防等北部城市进行毁灭性轰炸，旨在争取谈判桌上的主动权。越军防空作战，“後衛II作戰”後，雙方于1973年1月27日签署《关于在越南停止战争、恢复和平》的巴黎协定。
巴黎和平谈判历时五年，201次公开会议、45次高层闭门会议、500次记者会、1,000次采访。

## 協議內容主旨
协议的目的是停止越南战争，谋求和平。协议终止了美国的直接参战，以及达成临时停火。协议内容包括在80日内释放战俘、国际控制及监察委员会监察双方停火、南北越举行自由及民主选举、美国撤军，以及两越统一。该协议的协商始于1968年，其间有过多次长期停滞。促成该协议的主要调停人是总统国家安全事务助理亨利·季辛吉和越南代表黎德寿。他们因此而获得了1973年的诺贝尔和平奖，但黎德寿以越南尚在战乱中为由谢绝领奖。

## 協議條款
協議條款包括：
- 美國及其盟國於60天內撤走所有軍隊或武裝力量
- 戰俘歸還與上述同時執行
- 美國自越南北部的港口清除所有地雷或水雷
- 越南南部將實行停火，隨後將精確劃定了越共和南越政府控制區域
- 建立由越共、南越政府和中立機構組成的「民族和解與協和全國委員會」，以及在越南南部實施民主自由和組織自由選舉。
- 建立由加拿大、匈牙利、印度尼西亞和波蘭四國組成的“國際控制和監督委員會”，另外建立由四方組成的“聯合軍事委員會”，以落實施停火。兩者同時執行。
- 從老撾和柬埔寨撤軍。
- 除非作更換用途，否則禁止在越南南部輸入戰爭物資。
- 禁止將更多的軍事人員引入越南南部。
- 美國需向印度支那地區的「治愈戰爭創傷」提供財政捐助。